# Karabiner 98k
Karabiner 98k е германска винтовка с болтов затвор, приета на въоръжение във Вермахта през 1935 г. и е основно оръжие на пехотата през Втората световна война. Тя е последната разработка на „Маузер“, базирана на Gewehr 98, използвана през Първата световна война. По време на Втората световна война са произведени приблизително 11,5 милиона броя с различни допълнения като гранатомети, зимни спусъци, комплекти за почистване и байонети.